# 解題
解題（かいだい、英: a bibliographical introduction）とは、特定の図書に関する説明のことである。図書解題、著作解題の略称としても使用される。
著作者等の伝記、執筆や編纂の動機や経緯、著述の由来や書誌的な来歴、内容や特徴、書名、出版事項、巻冊次、巻冊数、版式、装幀のような事項を、解題の対象とするのが、一般的である。場合によっては、批評や批判が含まれることもあるし、古典的な著作の場合は、研究史等が記述されることもある。